# Cuộc vây hãm

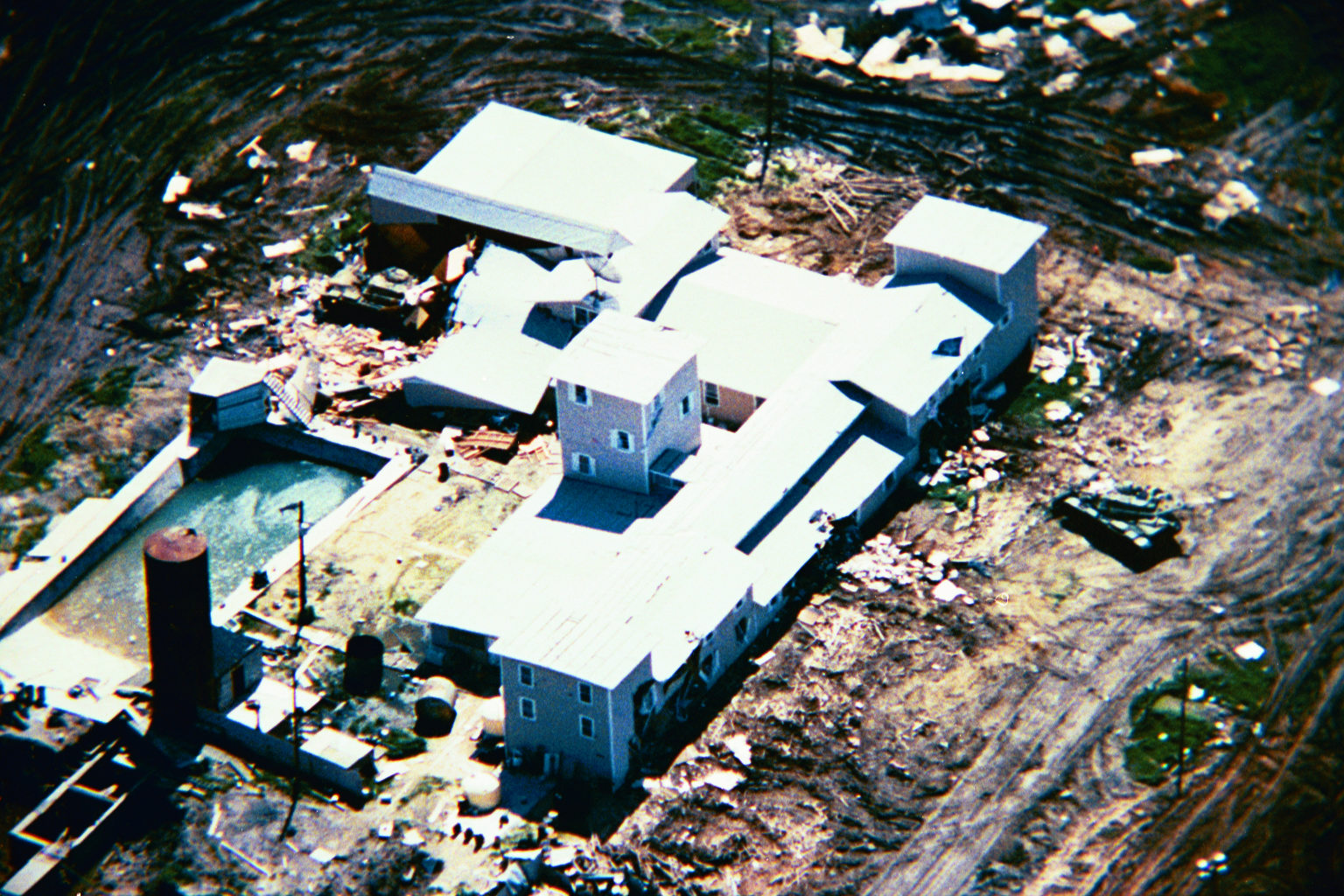
Sự kết hợp của Mount Carmel Center vào ngày cuối cùng của Cuộc vây hãm ở Waco

Một cuộc vây hãm là một trong các hình thức bao vây trong quân sự, có mức độ cô lập cao đối với mục tiêu quân sự bị bao vây, thông thường mục tiêu là thành phố hay pháo đài với mục đích chia cắt lực lượng đối phương bên trong với lực lượng của họ bên ngoài, ngăn chặn nguồn hậu cần, nhằm chiếm lấy sau khi làm kiệt quệ lực lượng đối phương, buộc họ đầu hàng.
Trong chiến tranh hiện đại, địa điểm bị vây hãm chỉ có thể nhận tiếp viện bằng đường hàng không, như trường hợp trận Điện Biên Phủ năm 1954.
Trường hợp khác như cuộc tấn công Pusan của quân đội Bắc Triều Tiên trong chiến tranh Triều Tiên chỉ có thể gọi la bao vây, chứ không phải trường hợp vây hãm, vì phía sau Pusan là biển nên khu vực này không bị cô lập hoàn toàn.